# Milorad Dodik
Milorad Dodik (en  serbio cirílico Милорад Додик), nacido el 12 de marzo de 1959 en Laktaši,  Yugoslavia (actual Bosnia y Herzegovina) fue presidente de la República Srpska, una de las dos entidades de Bosnia y Herzegovina, y el presidente de su partido, la Alianza de Socialdemócratas Independientes (SNSD) (Савез независних социјалдемократа). Es graduado en Ciencias Políticas por la Universidad de Belgrado.

## Carrera política
De 1986 a 1990 fue presidente de la junta ejecutiva de la Asamblea Municipal de Laktaši. En 1990, en las primeras elecciones multipartidistas en Bosnia y Herzegovina fue elegido al Parlamento de la República Socialista de Bosnia y Herzegovina, como candidato de la Unión de Fuerzas Reformistas. Durante la guerra de Bosnia, se desempeñó como representante de la Asamblea Nacional de la República Srpska (NSRS). Durante ese tiempo, formó el Miembros Independientes del  Parlamento Caucus (Клуб независних посланика у Народној Скупштини Републике Српске, Klub nezavisnih poslanika u Narodnoj Skupštini Republike Srpske), que constituyó la única oposición al Partido Democrático Serbio (Српска демократска странка,Srpska demokratska stranka) de Radovan Karadžić, que mantuvo la mayoría absoluta durante la guerra en el parlamento de la República Srpska. 
El partido fundado por Dodik constituyó el núcleo del Partido de los Socialdemócratas Independientes, formado en 1996, después de los Acuerdos de Dayton, y fue elegido primer presidente. Posteriormente se unieron con otros partidos de similar ideología  para formar la Alianza de Socialdemócratas Independientes (Stranka nezavisnih socijaldemokrata, o SNSD), de la que también fue nombrado presidente. En 1997, salió elegido para la NSRS.

## Primer ministro de la República Srpska

### 1998-2001
En enero de 1998, la entonces Presidenta de la República Srpska, Biljana Plavšić le nombró primer ministro. Su gobierno duró hasta enero de 2001.

### 2006-2010
Después, durante los años en la oposición, se centró en el fortalecimiento de su partido político, que barrió en las elecciones de octubre de 2006.  Durante la campaña electoral, que dirigió bajo el lema "RS, la mayor parte de Bosnia y Herzegovina" se enfrentó a los llamamientos de la otra entidad del país (la Federación de Bosnia y Herzegovina) para la abolición de la República Srpska. En respuesta a esto, propuso un referéndum sobre la independencia de la República Srpska.

## Presidente de la República Srpska
El 1 de julio de 2022, Dodik anunció su candidatura en las elecciones generales de la República Srpska, presentándose por tercera vez como presidente de la República Srpska.
Tras la publicación de los resultados preliminares de las elecciones de la República Srpska, los partidos de oposición presentaron acusaciones de fraude electoral directamente contra Dodik, quien, según afirmaron, había coordinado el relleno de las urnas con miles de votos ilegales para poner a la Alianza de Socialdemócratas Independientes por delante en las encuestas y que Jelena Trivić del Partido del Progreso Democrático fue la verdadera ganadora de las elecciones presidenciales de la República Srpska. Como resultado de los alegatos, la Junta Electoral Central inició un recuento de votos. Cuando la Comisión Electoral verificó los resultados preliminares, no verificó las elecciones de la República Srpska. Sin embargo, el 27 de octubre, los funcionarios confirmaron la victoria de Dodik. La comisión señaló que si bien hubo irregularidades, ninguna fue de un nivel que hubiera cambiado el resultado de la elección.
Dodik prestó juramento como presidente el 15 de noviembre de 2022 en la Asamblea Nacional de la República Srpska, sucediendo a Željka Cvijanović.

### Destitución
Dodik dejó oficialmente de ocupar la presidencia de la República Srpska, tras la confirmación de su condena por parte del Tribunal de Apelación de Bosnia-Herzegovina.
El dirigente fue sentenciado el 1 de agosto de 2025 a un año de prisión y a seis años de inhabilitación para el ejercicio de cargos públicos, al ser declarado culpable de desacato por desobedecer las resoluciones del Tribunal Constitucional de Bosnia-Herzegovina y las disposiciones del alto representante internacional, Christian Schmidt. La apelación presentada por Dodik fue rechazada, lo que consolidó la pena.

## Posiciones políticas
Milorad Dodik y el SNSD proponen una Bosnia y Herzegovina organizada como un estado descentralizado, un estado federal, con la RS como unidad federal. Dodik afirma que Bosnia y Herzegovina, como estado multiétnico, necesita un sofisticado sistema político que distribuya por igual el poder político, con el fin de proteger los derechos de sus ciudadanos y evitar que cualquiera de sus grupos étnicos domine a los demás.
Dodik alega además que la introducción de una simple democracia pluralista, con todo el país como una unidad electoral, llevaría al dominio del país por los bosnios, como ocurre actualmente en la Federación de Bosnia y Herzegovina. También cree en la economía como el principal motor de la recuperación tanto de la República Srpska como de la Federación. Ha sido a menudo criticado por políticos bosnios y extranjeros por tratar de hacer de la RS un estado semiautónomo.
El 22 de noviembre de 2017, y ante la noticia de la condena por la Tribunal Penal Internacional para la ex Yugoslavia (TPIY) a cadena perpetua de Ratko Mladić, Dodik calificó de «héroe» al condenado y también expresó que «a personas como él no los juzga un tribunal, sino la historia, y sólo ella dará la respuesta definitiva sobre quién es el general Mladić». En otra parte de su declaración expresó que «no podemos influir en las sentencias, pero tampoco ellas pueden influir en nuestra memoria histórica y en los hechos históricos». Asimismo, intentó desautorizar al TPIY al mencionar que la mayoría de los acusados son serbios, provocando más divisiones al entender que el tribunal es «anti-serbio».